# Mielen-boven-Aalst
Mielen-boven-Aalst (Limburgs: Miele-boven-Aalst) is een deelgemeente van de Belgische gemeente Gingelom in de provincie Limburg, tot 1971 met 750 inwoners een zelfstandige gemeente, daarna tot 1977 een deelgemeente van Borlo in Droog Haspengouw. De kern van Mielen-boven-Aalst spreidt zich uit langs beide oevers van de Melsterbeek en volgens een noord-zuid oriëntatie.

## Etymologie
Mielen-boven-Aalst werd voor het eerst vernoemd in 1109, als Mile. In 1529 was sprake van Mielen Supra Aelst. Met Aalst wordt het nabijgelegen Aalst bedoeld.

## Geschiedenis
Vermoedelijk behoorde Mielen tot het domein van de Abdij van Sint-Truiden om later bij het Prinsbisdom Luik te worden gevoegd.

## Demografische ontwikkeling
- Bronnen:NIS, Opm:1831 tot en met 1961=volkstellingen

## Bezienswaardigheden
- De neogotische Sint-Saturninuskerk van omstreeks 1850 met laatgotisch koor uit de 16e eeuw en 13e-eeuwse Romaanse doopvont.
- De Jorishoeve in de Daalstraat uit de 17de eeuw.
- De Bronhoeve in de Bronstraat uit de 15de eeuw.

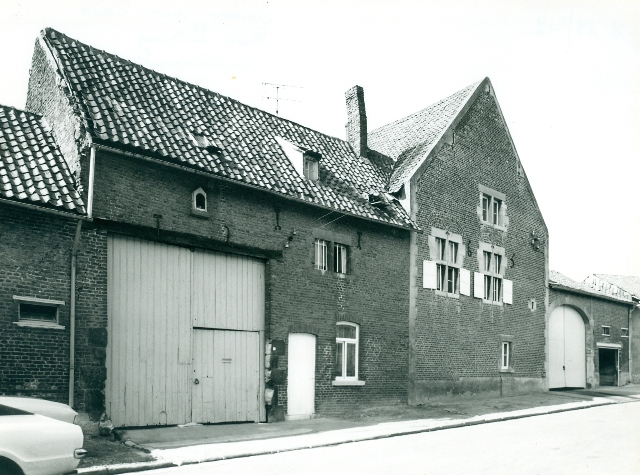
Jorishoeve
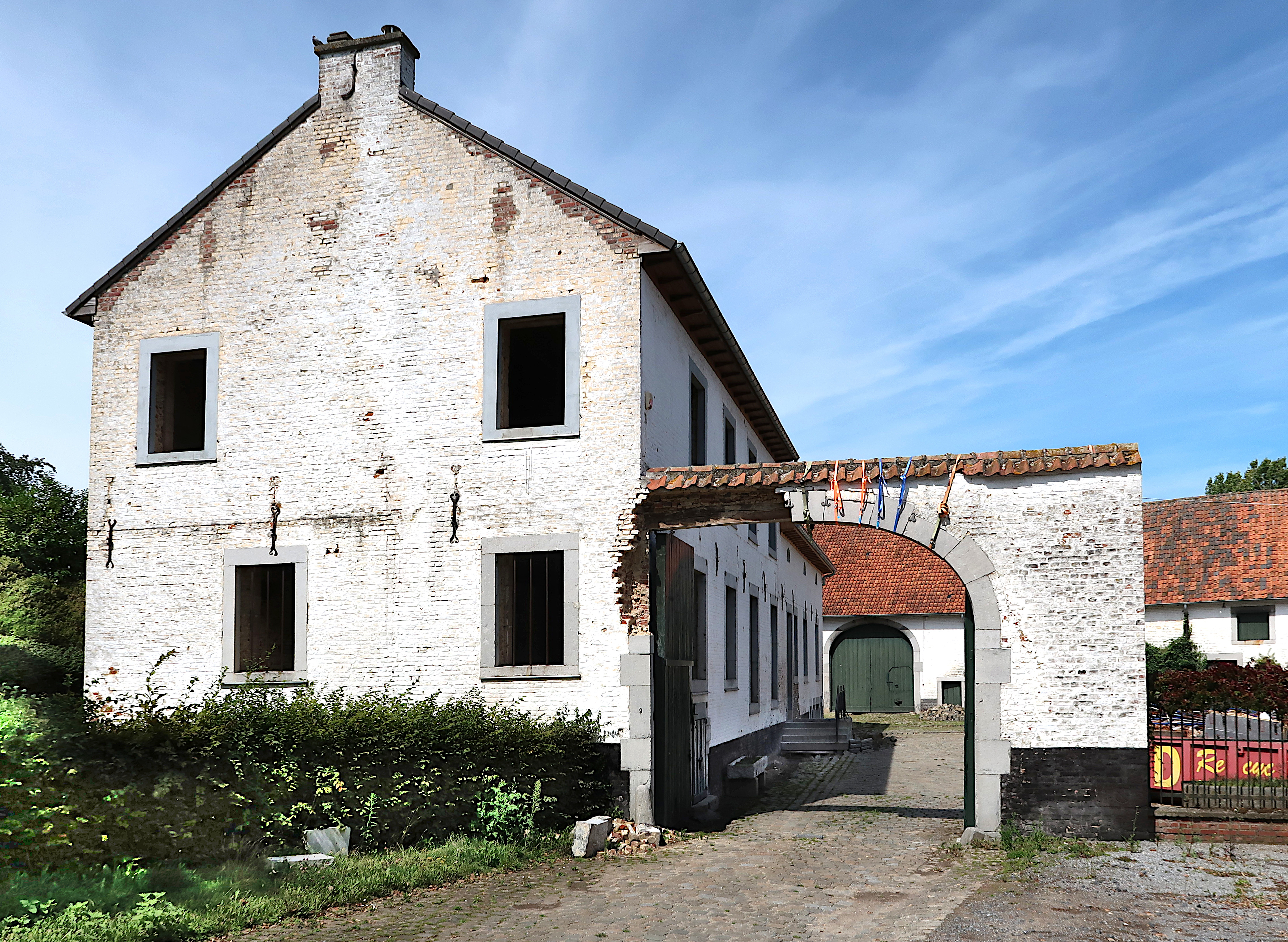
Bronhoeve
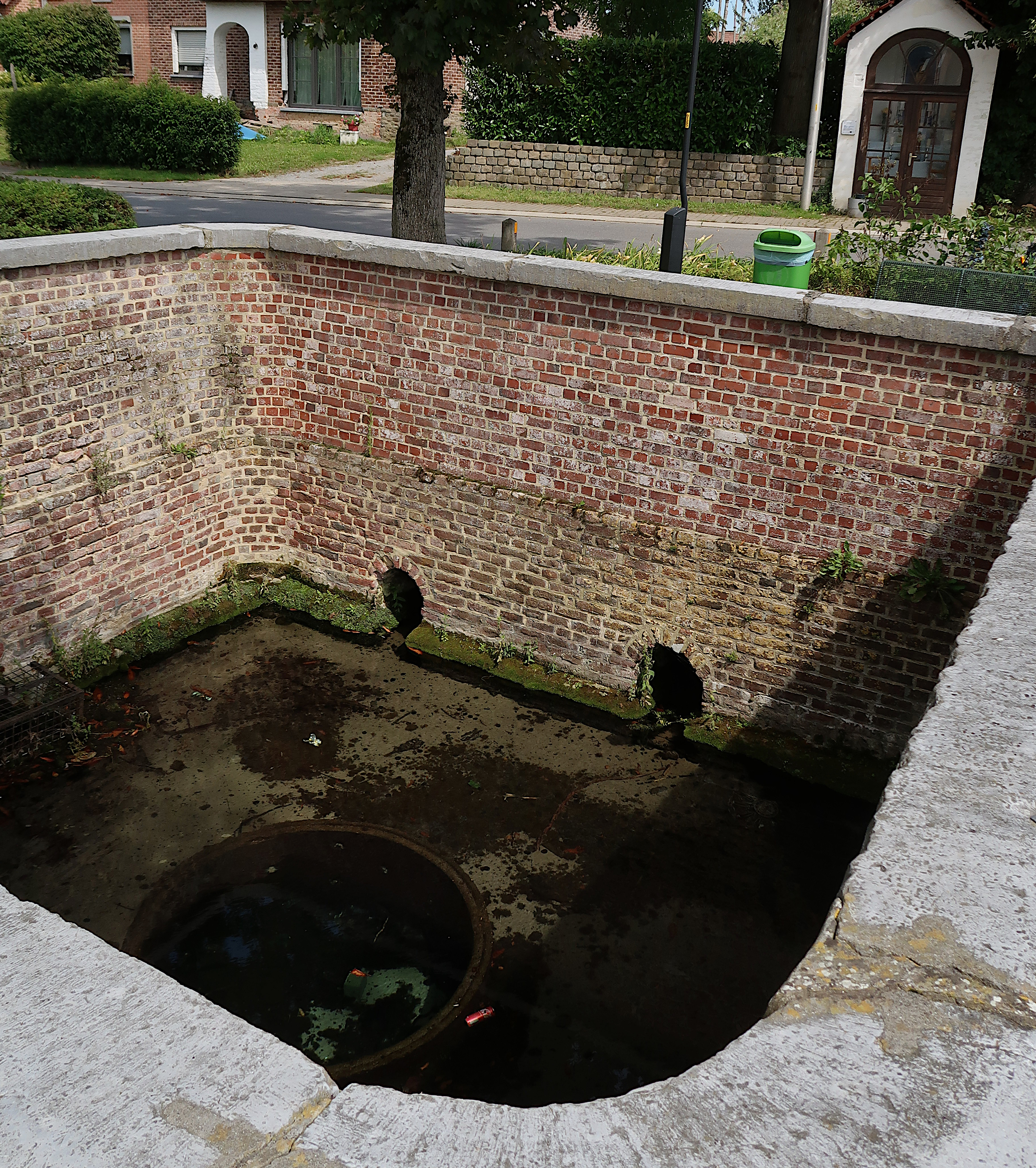
Bron in Mielen

## Natuur en landschap
Mielen ligt in Droog-Haspengouw op een hoogte van ongeveer 100 meter. De Melsterbeek en zijriviertje de Logebeek stromen van zuid naar noord over het grondgebied van Mielen.

## Geboren in Mielen
- Pieter-E. Heeren (Mielen 1889-Chaudfontaine 1914): soldaat overleden tijdens de Eerste Wereldoorlog bij de Duitse aanval op het Fort van Chaudfontaine in augustus 1914. Daar ligt hij ook begraven.

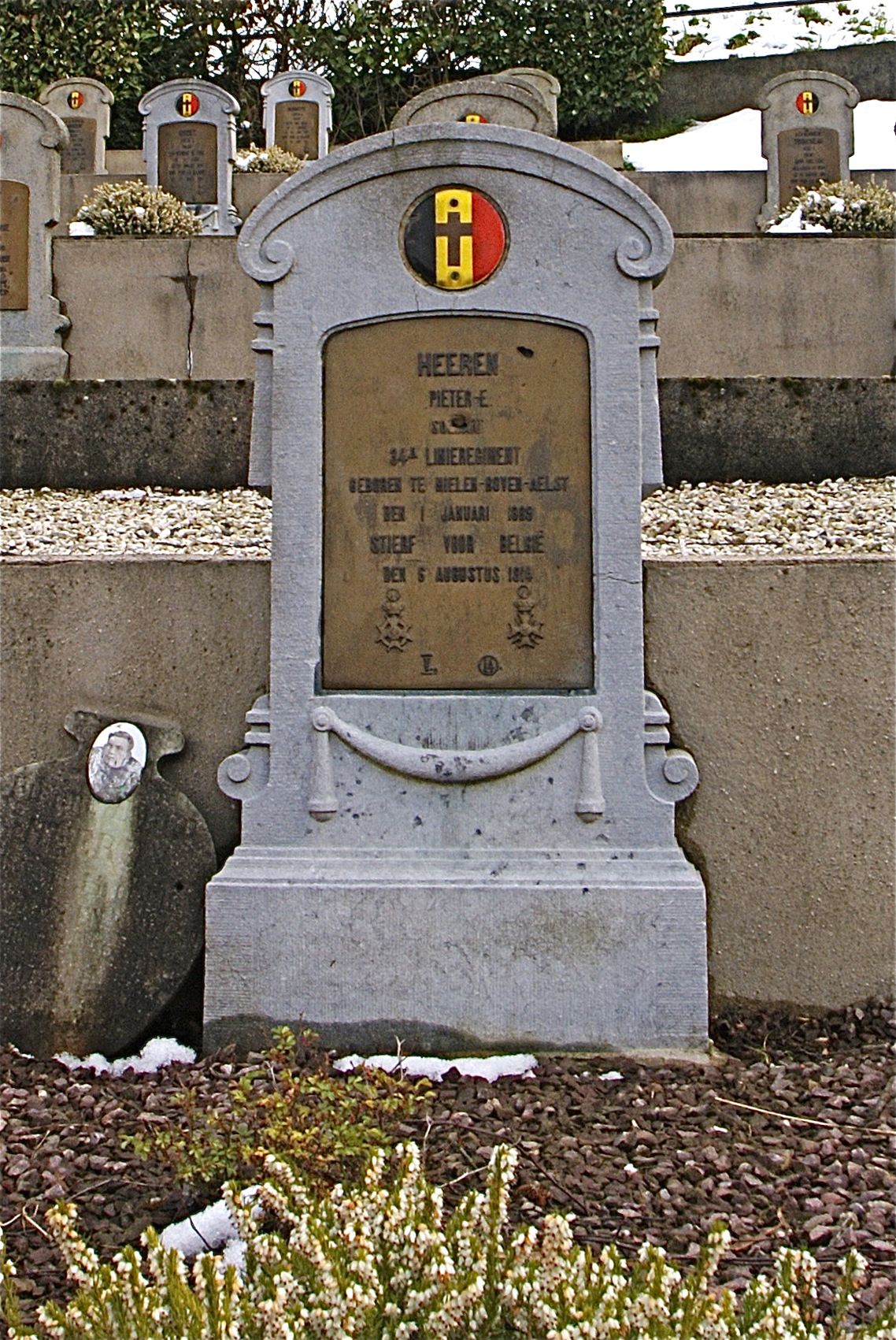
Grafsteen van Pieter Heeren op het militaire kerkhof naast het fort van Chaudfontaine

## Nabijgelegen kernen
- Muizen, Buvingen, Borlo, Jeuk, Boekhout, Gelinden, Engelmanshoven, Aalst

Deelgemeenten: Boekhout · Borlo · Buvingen · Gingelom · Jeuk · Kortijs · Mielen-boven-Aalst · Montenaken · Muizen · Niel-bij-Sint-Truiden · Vorsen

Gehuchten: Hasselbroek · Heiselt · Hundelingen · Jeuk-Station · Klein-Jeuk · Klein-Vorsen

Belgische gemeenten · Arrondissement Hasselt · Limburg · Vlaanderen